# Очина-де-Жос
Очина-де-Жос (рум. Ocina de Jos) — село у повіті Прахова в Румунії. Входить до складу комуни Адунаць.
Село розташоване на відстані 91 км на північний захід від Бухареста, 42 км на північний захід від Плоєшті, 52 км на південь від Брашова.

## Населення
За даними перепису населення 2002 року у селі проживали 398 осіб, усі — румуни. Усі жителі села рідною мовою назвали румунську.